# Fängelseförbud
Fängelseförbud innebar i Sverige att den som begått ett brott under en allvarlig psykisk störning inte kunde dömas till fängelse för detta brott. Fängelseförbudet reglerades i Brottsbalken. Sedan ny lagstiftning per den 1 juli 2008 har det tidigare fängelseförbudet i 30 kap. 6 § brottsbalken ersatts med vad som beskrivits av Svea Hovrätt som "(...)en presumtion för att annan påföljd än fängelse ska väljas när brott begåtts under påverkan av en allvarlig psykisk störning. I första hand ska en annan påföljd än fängelse väljas och fängelse får ådömas endast om det finns synnerliga skäl härför." RH 2009:14
I internationell jämförelse är det ovanligt att ha den konstruktion som Sverige har, att hänsyn till allvarlig psykisk störning tas vad gäller påföljd snarare än vad gäller ansvar för brottet. Tillräknelighetsläran, som ligger till grund för resonemangen, appliceras i de flesta länder i ansvarsledet istället för i påföljdsledet.